# دیوار صوت (فیلم)
دیوار صوتی فیلمی به کارگردانی امیر نادری است که در سال ۲۰۰۵ در آمریکا ساخته شده است. این فیلم سیاه‌وسفید فیلم‌برداری شده است.